# Обжиг (посёлок)
Обжиг — упразднённый в декабре 2015 года посёлок в Верхотурском городском округе Свердловской области, Россия.

## Географическое положение
Посёлок Обжиг муниципального образования Верхотурский городской округ расположен у железной дороги в 14 километрах к юго-западу от города Верхотурье, в лесной местности. Автомобильное сообщение затруднено.
В окрестностях посёлка расположено Обжиговское болото, между реками Тура и Чёрная (правый приток реки Тура), площадью в 55 квадратных километров и глубиной до 1,5 метра.

## История деревни
Посёлок был основан в начале XX века в связи со строительством железной дороги.
В декабре 2015 года областным законом № 144-ОЗ был упразднён.

## Население
| 2002 | 2010 |
| ---- | ---- |
| 0    | →0   |